# Ałeksandar Dimitrowski
Ałeksandar Dimitrowski (ur. 8 czerwca 1980 w Gewgeliji) – macedoński koszykarz grający na pozycji rzucającego obrońcy. Gracz macedońskich klubów Kozuv i Feni Indistrija, następnie w latach 2005-2007 ASCO Śląska Wrocław, później Ovce Pole i Borac Nektar. W sezonie 2012/2013 grał w drużynie FK Rabotniczki Skopje. Gracz pierwszej piątki reprezentacji Macedonii podczas eliminacji do ME 2007. Ma 193 cm wzrostu.